# Саньял, Кану
Кану Саньял (хинди कानू सान्याल; 1929 — 23 марта 2010 года) — индийский революционер. Один из основных политических руководителей Коммунистической партии Индии (марксистско-ленинской) и движения наксалитов в целом.

## Биография
Он объявил о создании марксистско-ленинской коммунистической партии Индии, в день рождения Владимира Ленина, в 1969 году на митинге в Калькутте. Начиная с этого периода симпатизирующие коммунистам СМИ Западной Бенгалии изображали его как «великого революционера» и сравнивали с Махатмой Ганди и Джатиндрой Дасом. Это происходило в значительной степени из-за харизмы Саньяла и его публичных выступлений, в ходе которого он выступал против богатых и называл себя человеком из пролетариата. Массовая кампания его пропаганды была профинансирована коммунистическим политбюро.
Саньял предложил политический концепт Джугантар, в котором описывались методы борьбы революционеров против государственной власти. Главный акцент делался на очень скрытной организации построенной по зонтичному типу, описывались методы совершения террористических актов, политических убийств и вооруженных рейдов. Саньял активно принимал помощь от коммунистического режима в соседнем Китае. Какой именно была поддержка (моральной, технической или финансовой) — неизвестно. По утверждению правительства Индии, Кану Саньял получал только идеологическую поддержку со стороны Китая.
После провала восстания наксалитов Саньял скрылся. Смерть его коллеги Чару Маджумдара спровоцировала распад движения наксалитов, и по утверждению Кану Саньяла — он отказался от смены власти насильственным путём и решил перейти к законным методам сопротивления.

## Арест
В августе 1970 года Кану Саньяла арестовали. Новость о его аресте вызвала вспышку общерегионального насилия со стороны радикальных коммунистов. Боевики уничтожали муниципальное имущество, совершали рейды и нападения на учебные заведения, провоцируя массовые беспорядки.

## Тюрьма
В течение семи лет Саньял находился в заключении в тюрьме города Вишакхапатнам, Андхра-Прадеш . В 1977 году он был освобождён, после смены власти в Индии, а также в Западной Бенгалии. Джиоти Басу (руководитель Коммунистической партия Индии (марксистской)) лично вмешался, чтобы обеспечить выпуск Саньяла на свободу. К моменту своего освобождения, Саньял публично отказался от первоначальной стратегии вооружённой борьбы. После освобождения Кану Саньял собрал своих сторонников и образовал Организационный комитет коммунистических революционеров.

## Формирование новой организации
В 1985 году организация Кану Саньяла, вместе с пятью другими группами, объединились в коммунистическую организацию Индии (марксистско-ленинскую). Саньял стал лидером этой организации.

## Смерть
23 марта 2010 года Кану Саньял был найден повешенным в своей резиденции в деревне Сефтулладжоте, в 25 километрах от Силигури. 80-летний Саньял страдал от ряда серьёзных заболеваний, возможно именно это послужило причиной суицида.